# Samuel J. R. McMillan
Samuel J. R. McMillan (Brownsville, 1826. február 22. – Saint Paul, 1897. október 3.) az Amerikai Egyesült Államok szenátora (Minnesota, 1875–1887).